# لاندكرويتسر بي. 1000 راته
لاندكرويتسر بي. 1000 "راتّه" (بالألمانية: Landkreuzer P. 1000 "Ratte"، وتعني: الطراد البري بي. 1000 "الجرذ")، هو تصميم لدبابة عملاقة بوزن 1000 طن، اقترحت ألمانيا استخدامها خلال الحرب العالمية الثانية. يُعتقد أن المدير في شركة كروب، إدوارد غروته، هو من اقترح المشروع في يونيو 1942، وقد أطلق عليه بالفعل اسم "لاندكرويتسر" (أي "طراد بري").
قُدّمت التصاميم والرسومات الخاصة بالمركبة تحت اسمي OKH Auftrag Nr. 30404 وE-30404/1، وذلك في ديسمبر 1942. وكان من المخطط أن تزن هذه الدبابة 1000 طن، أي أثقل بكثير من دبابة بانزر 8 "ماوس" التي تُعد أثقل دبابة تم بناؤها على الإطلاق، بوزن 188 طنًا.

نال المشروع موافقة أدولف هتلر، الذي أبدى اهتمامًا بتطوير مثل هذه المركبة العملاقة، إلا أنه أُلغي في أوائل عام 1943 بأمر من وزير التسليح ألبرت شبير.[1]

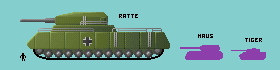

## التصميم
- الوزن: 1000 طن
- الطول:35 متر
- الطاقم: 20 شخص
- المدفع: مدفعين اساسيين من النوع المحمل في السفن عيار 280 ملم.